# Jože Bajec
Jože Bajec, slovenski bibliograf, * 27. julij 1913, Ljubljana, † 13. julij 1983, Ljubljana .
Svoje življenje je posvetil knjigam, časnikom in knjižničarstvu. Od 1. avgusta 1954, je kot knjižničar deloval v takratni Mestni ljudski knjižnici v Ljubljani. Od leta 1959 je bil zaposlen v osrednji slovenski bibliotečni ustanovi, v Narodni in univerzitetni knjižnici v Ljubljani, kjer je v njenem periodičnem oddelku zapustil neizbrisno sled s četrt stoletja trajajočim zvestim delom. Bil je referent za slovensko periodiko in oskrbnik periodik, postal in ostal pa je odličen poznavalec slovenskega periodičnega tiska doma in tudi v svetu. Postal je prvi specialist za slovensko izseljensko časopisje v Ameriki. Dolga leta je bil tudi sodelavec Slovenskega biografskega leksikona. Umrl je 13. julija v Ljubljani. 

## Delo in objave
Številni njegovi strokovni članki so ohranjeni na straneh Naših razgledov, Rodne grude, Slovenskega izseljenskega koledarja, koprskega Vestnika in bibliotekarske strokovne revije Knjižnica.
Mohorjev koledar

- Članek Louis Adamič oz. slovensko »kulturno zlato«.

Revija Knjižnica

- Leta 1967: članek z naslovom O našem izseljenskem časopisju.
- Leta 1968: poročilo z naslovom O bibliografijah ameriško slovenskega izseljenskega tiska.

Slovenski izseljenski koledar

- Leta 1966: Slovenske izseljenske knjige, brošure in drobni tisk
- Leta 1969: Slovensko društveno življenje v Braziliji do druge svetovne vojne
- Leta 1972: Življenjepisi naših izseljencev
- Leta 1973: bibliografija Zgodovinsko gradivo v koledarjih Slovenske izseljenske matice (1954 – 1973)

Koprski Vestnik

- Leta 1960: bibliografski pregled izdaj in člankov založbe Lipa v letih (1958 – 1959).

Časnik Amerikanski Slovenec

- Članek z naslovom: Ali je bil »Glas naroda« res najstarejši slovenski list na svetu?

V Ameriškem zgodovinskem koledarju in majskem glasilu je bila objavljena bibliografija Anne Praček Krasne in bibliografija del Ivana Zormana.